# ジェフ・スキバ
ジェフ・スキバ（Jeff Skiba、1984年4月28日 - ）は、アメリカ合衆国のワシントン州サマミッシュ出身の男子陸上選手。腓骨形成不全で生まれつき腓骨がなく、10か月の時にひざ下を切断し、現在は義足を使用している。高校ではバスケットボールをしていたところコーチに才能を見いだされ、陸上競技へと転向した。
2004年ではアテネパラリンピックに出場し走高跳のF44/46で銀メダルを獲得しており、2008年の北京パラリンピックでは2m11の世界記録を樹立する跳躍で2位のオーストラリアのアーロン・チャットマンに10センチ近くの差をつけ金メダルを獲得した。北京では他にもやり投、円盤投、走幅跳、五種競技などにも出場している。